# Municipio de Homestead (Minnesota)
El municipio de Homestead (en inglés: Homestead Township) es un municipio ubicado en el condado de Otter Tail en el estado estadounidense de Minnesota. En el año 2010 tenía una población de 362 habitantes y una densidad poblacional de 3,83 personas por km².

## Geografía
El municipio de Homestead se encuentra ubicado en las coordenadas 46°35′36″N 95°20′54″O / 46.59333, -95.34833. Según la Oficina del Censo de los Estados Unidos, el municipio tiene una superficie total de 94.58 km², de la cual 94,07 km² corresponden a tierra firme y (0,54 %) 0,51 km² es agua.

## Demografía
Según el censo de 2010, había 362 personas residiendo en el municipio de Homestead. La densidad de población era de 3,83 hab./km². De los 362 habitantes, el municipio de Homestead estaba compuesto por el 99,45 % blancos, el 0,28 % eran asiáticos y el 0,28 % eran de una mezcla de razas. Del total de la población el 0 % eran hispanos o latinos de cualquier raza.